# Mictlan: An Ancient Mythical Tale
Mictlan: An Ancient Mythical Tale fue un videojuego de acción y aventura en tercera persona mexicano, inspirado en las culturas prehispánicas  de Mesoamérica. Su lanzamiento se canceló. Actualmente se encuentra en estado de abandono, y es realizado por Meta Studios Creative Agency 株式会社 con base en Tokio, Japón,  aunque gran parte de su desarrollo se lleva a cabo en México y otras ubicaciones alrededor del mundo. El proyecto es idea y creación de Guillermo Alarcón.

## Sinopsis
Mictlán es un juego de juego de acción-aventura en tercera persona, cuya trama principal se desarrollará durante la época conocida como la conquista de México.
La narrativa combinará hiperrealismo y sucesos históricos, con elementos de ficción y fantasía basados en los mitos ancestrales de las culturas mesoamericanas. El jugador aprenderá a utilizar armas, conjurar hechizos y rendir culto a los dioses antiguos para sobrevivir el viaje a través del Valle de la Muerte.

## Desarrollo
Gran parte de los diálogos del videojuego serán hablados en náhuatl, maya yucateco y español, con el fin de valorar la rica herencia cultural de las civilizaciones mesoamericanas precolombinas. Durante el desarrollo se ha trabajado de cerca con distintos grupos indígenas de México, ya que los personajes del juego estarán basados en la fisonomía de personas indígenas reales.
El mapa de mundo abierto de Mictlán (36 km²) será más extenso que los de títulos como Horizon Zero Dawn (10 km²), Ghost of Tsushima (28 km²) y Red Dead Redemption (31 km²), y replicará gran parte de la geografía de la República mexicana. Será la primera vez que un videojuego refleje con tanto realismo la riqueza cultural y ecológica de Mesoamérica.
El proyecto está siendo desarrollado por un equipo independiente (indie) de personas, en su mayoría mexicanos. Se ha integrado un grupo de expertos en historia, arqueología, y otras disciplinas, con la firme intención de reconstruir el mito ancestral milenario con la ayuda de las nuevas tecnologías. En palabras del director, Guillermo Alarcón: 

Ya que vamos a hacer un juego sobre nuestra cultura, es importante que el propio mexicano tome las riendas de este proyecto.
Guillermo Alarcón, director del juego.

El equipo de desarrollo decidió financiar parte del proyecto en Kickstarter, teniendo como meta inicial 20 mil usuarios interesados para lanzar la campaña.

## Promoción
Durante el 2021, Mictlán tuvo presencia en importantes medios masivos de comunicación en México (TV Azteca, El Universal, etc.), con el fin de que el público conociera el proyecto y apoyara la campaña de lanzamiento en Kickstarter.
En abril de 2021 Guillermo Alarcón realizó una entrevista con la embajada de México en Japón.
El 3 de julio de 2021 se realizó el evento “Desde el Mictlán” en Xochimilco, Ciudad de México, donde el equipo de desarrollo se reunió por primera vez en persona, y se presentó el proyecto tanto a medios de comunicación, como a los abuelos y abuelas de tradición de México.
En octubre de 2021 se anunció que Mictlán estaría presente en la San Diego Comic-Con de ese mismo año.

## Colaboraciones
A lo largo de su desarrollo se han anunciado algunas colaboraciones destacadas, tales como:
- Carlos Cortés / ganador del Oscar en mezcla de sonido por Sound of Metal

- Roco Pachukote / líder y vocalista de la legendaria banda Maldita Vecindad

- Horacio García Rojas / actor, protagonista de Diablero y La carga

- Ishbel Bautista / actriz, conocida por Hernán y Luciérnagas

- Gerardo Amaya / actor, conocido por La Doña y Falsa Identidad

También se han pactado colaboraciones con jugadores e influencers destacados, tales como Fedelobo, Alkapone, Carlos Ballarta, El Físico Gamer, Wereverwero, Luisito Rey, IronBless, Criss Martell, Oscar Pakallennon, entre otros.